# الناصرية (بومرداس)
بلدية الناصرية أو لعزيب زعموم هي بلدية تابعة لدائرة الناصرية بولاية بومرداس تبعد حوالي 20كم من عاصمة الولاية ويقطنها حوالي 29000نسمة 

## تاريخ
لاعزيب نزاعموم هو الاسم القديم للناصرية الذي لا يزال العديد من السكان يستخدمونه حتى يومنا هذا. لاعزيب نزاعموم هو اسم مرتبط بعائلة أراو نزعموم في العهد العثماني والعهد الاستعماري. لازيب في الأمازيغية تعني "المزرعة" أو حوش ، هذه المزرعة لا تزال موجودة في المكان المسمى "تيغيل إترنشي" عند المخرج الجنوبي من الناصرية.

## الوديان
يتضمن إقليم هذه البلدية العديد من الوديان منها:
- وادي منايل
- وادي شندر

## المنشآت
تضم هذه البلدية العديد من المنشآت، منها:
- سد شندر

## مواضيع ذات صلة
- بلديات ولاية بومرداس
- دوائر ولاية بومرداس